# Eisbären Berlin
Az Eisbären Berlin egy német jégkorongcsapat Berlinben. A csapat a Deutsche Eishockey Ligában játszik. A klub 12-szeres kelet-német és 10-szeres német bajnok.

## Története
A klubot 1954-ben alapították SC Dynamo Berlin néven.

### Korábban használt nevek
- 1954–1990 – SC Dynamo Berlin
- 1990–1992 – EHC Dynamo Berlin
- 1990–napjainkig – Eisbären Berlin

## Helyezések
Deutsche Eishockey Liga-bajnok: 2004-05, 2005-06, 2007-08, 2008-09, 2010-11, 2011-12, 2012-13, 2020-21, 2021-22, 2023-24